# TATTOO (中森明菜の曲)
「TATTOO」（タトゥー）は、日本の歌手である中森明菜の楽曲。この楽曲は中森の21枚目のシングルとして、1988年5月18日にワーナー・パイオニア（現：ワーナーミュージック・ジャパン）のリプリーズ・レコードレーベルよりリリースされた (EP: L-1757, 8cmCD: 10SL-13)。

## 背景
「TATTOO」は、1988年5月18日にシングル・レコード (EP: L-1757)とCDシングル (8cmCD: 10SL-13)の2形態で同時発売された。本作からEP盤と8cmCD盤で同時発売されるようになった。1988年12月21日には、シングルカセット (CT: 10L5-4060)でも発売された。
この楽曲は、中森の1986年のスタジオ・アルバム『不思議』で実質的なサウンド・プロデューサーを務めたEUROXの関根安里が作曲し、EUROXがアレンジを担当、作詞は森由里子が手掛けた。音楽番組では、ボディ・コンシャスのタイトなミニスカートの衣裳をまとい、振り付きで本曲を歌唱披露した。中森本人としてはミニの衣裳は避けたかったが、この曲の衣裳にはそれが相応しく、プロデューサーとしての自身が着ざるを得ないと決断させたと語っている。歌謡番組ではバック演奏をファンタスティックスが務めた。
シングル・リリース後の1988年7月13日から同年7月31日までの間、自身出演の「オリエント時計YOU」のCMソングとしてこの楽曲は使用された。
「TATTOO」は後の作品でも新録されており、1995年12月リリースのベスト・アルバム『true album akina 95 best』と、2002年12月リリースのベスト・アルバム『Akina Nakamori〜歌姫ダブル・ディケイド』にそれぞれ収録されている。2010年には、中森をモチーフとしたパチンコ台『CR中森明菜・歌姫伝説〜恋も二度目なら〜』に本曲が新録された。2024年には公式YouTubeチャンネルで「TATTOO -JAZZ-」と題した新たなセルフカバーが公開された。
シングル盤「TATTOO」のB面として発表された「小悪魔」は、シングル「BLONDE」を手掛けた麻生圭子が作詞し、FENCE OF DEFENSEの西村麻聡が作曲を手掛け、三宅純が編曲を務めた楽曲である。"ル・プアゾン"とはフランス語で"le poison"、"毒"を意味する。

## 批評
『ザテレビジョン』は「TATTOO」について、映画『ブレードランナー』をイメージした楽曲と解説している。『Hotwax presents 歌謡曲 名曲名盤ガイド 1980's』の馬飼野元宏はこの楽曲について、「ベニー・グッドマン風の曲想で、分厚いビッグバンド風オーケストレーションとジャングル・ビート(ボ・ディドリー・ビート)を融合し、デジタル・サウンドで再現するという大胆な試み。」と批評した。さらに、「歌謡曲の枠組みから逸脱するギリギリの線にあるナンバー」と指摘し、アルバムでの実験的な取り組みがシングルでも現われてきたと付け加えた。実際、作曲者の関根安里も映画「ベニイ・グッドマン物語」を観て発想された楽曲だと語っている。

## チャート成績
この楽曲は、TBS系の音楽番組『ザ・ベストテン』では、1988年6月6日と1988年6月13日の2週連続で最高順位1位を記録し、1988年度の年間総合ベストテンでは、第9位を記録した。オリコン週間シングルチャートでは、1988年5月30日付で初登場し、最高順位1位を記録後、翌週の1988年6月6日付でも2週連続となる1位を記録した。同チャートの100位以内においては、計20週に渡ってランクインしている。また、1988年度のオリコン年間シングルチャートでは、13位を記録した。1984年のシングル「サザン・ウインド」以来、15作目となる連続1位記録を獲得した。

## 収録曲
| #         | タイトル   | 作詞      | 作曲      | 編曲      | 時間 |
| --------- | ---------- | --------- | --------- | --------- | ---- |
| A.        | 「TATTOO」 | 森由里子  | 関根安里  | EUROX     | 3:57 |
| B.        | 「小悪魔」 | 麻生圭子  | 西村麻聡  | 三宅純    | 3:50 |
| 合計時間: | 合計時間:  | 合計時間: | 合計時間: | 合計時間: | 7:47 |

### 規格
- 1998年11月26日 - 12cmCD: WPC6-8678[19]
- 2008年11月12日 - デジタル・ダウンロード[20][21]
- 2014年6月18日 - 12cmCD, Singles Box 1982-1991の一枚として

## クレジット
- Photo by 海田俊二[10]
- ディレクター: 平井哲之[22]

## 収録アルバム
TATTOO
- 『BEST II』[23][10]
- 『オールタイム・ベスト -オリジナル-』

## 清春によるカバー
清春の11枚目のシングルとして、2007年8月22日に発売された。シングル初回限定版には特典として「TATTOO」ステッカーを封入。付属DVDには「TATTOO VIDEO CLIP」を収録。アルバム『FOREVER LOVE』収録バージョンとはアレンジが異なる。

### 清春『TATTOO』収録曲
| 全作詞: 森由里子、全作曲: 関根安里、全編曲: 三代堅/清春。 |            |          |            |      |
| #                                                         | タイトル   | 作詞     | 作曲・編曲 | 時間 |
| 1.                                                        | 「TATTOO」 | 森由里子 | 関根安里   | 4:07 |
| 合計時間:                                                 | 合計時間:  | 4:07     |            |      |

| #  | タイトル              | 作詞 | 作曲・編曲 |
| -- | --------------------- | ---- | ---------- |
| 1. | 「TATTOO VIDEO CLIP」 |      |            |

## その他の主なカバー
- デーモン閣下 - 2007年1月24日のアルバム『GIRLS' ROCK』にて「TATTOO」をカバー[26]。
- 倖田來未 - 2010年10月13日のアルバム『ETERNITY〜Love & Songs〜』にて「TATTOO」をカバー[27]。
- 香取慎吾 - 2024年11月27日のアルバム『Circus Funk』にて「TATTOO」をカバー。 「TATTOO」は2024年11月20日先行配信シングルとしてリリース。